# Ghost (canción de Jamie-Lee Kriewitz)
«Ghost» —en español: «Fantasma»— es una canción compuesta por Thomas Burchia (más conocido como DJ Thomilla), Anna Leyne y Conrad Hensel, e interpretada en inglés por Jamie-Lee Kriewitz. Se lanzó como descarga digital el 12 de diciembre de 2015 mediante Polydor e Island Records. Fue elegida para representar a Alemania en el Festival de la Canción de Eurovisión de 2016 tras ganar la final nacional alemana, Unser Lied für Stockholm, en 2016. También fue interpretada por Kriewitz como la canción ganadora de la quinta temporada de La Voz de Alemania.

## Festival de Eurovisión

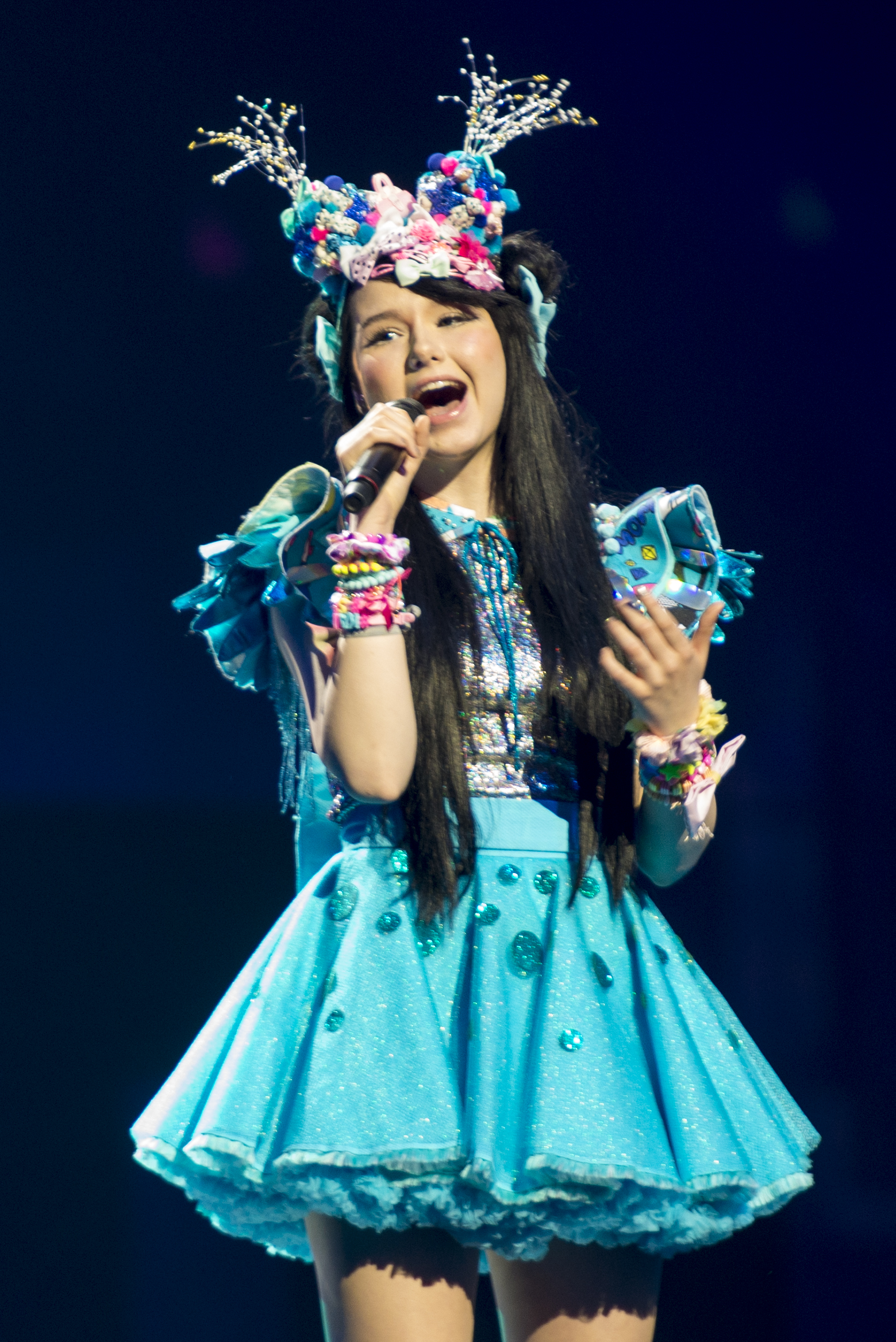
Kriewitz interpretando la canción durante el Festival de la Canción de Eurovisión 2016.

### Unser Lied für Stockholm

#### Elección de los participantes
La Radiodifusión del Norte Alemán (NDR) recibió 150 propuestas desde estaciones de radio, compañías discográficas, productores, artistas y representantes de artistas artistas de ARD. Más tarde, un jurado de diez miembros formado por Tom Bohne (vicepresidente de Unviersal Music), Carola Conze (repersentante de NDR y jefa de la delegación alemana de Eurovisión), Claudia Gliedt (editora musical principal de Brainpool), Nico Gössel (jefe de promoción de Sony Music), Jörg Grabosch (director general de Brainpol), Konrad von Löhneysen (editor de la Embajada de Música de Brainpool), Steffern Müller (jefe general de Warner Music Entertainment de Europa Central), Thomas Shcreiber (coordinador de entretenimiento de ARD y jefe del departamento de ficción y entretenimiento de NDR), Aditya Sharma (editor musical principal de Radio Fritz) y Andreas Zagelow (editor musical de MDR Radio Sputnik). Los diez actos participantes se anunciaron el 12 de enero de 2016.

#### La competición
La canción «Ghost» elegida para participar. Esta se interpretó en la primera ronda de la final, recibiendo el 28,78% de los votos del público, y luego en la segunda ronda, recibiendo el 44,5% y quedando en primer puesto, declarándose ganadora del certamen y siendo así seleccionada para representar a su país en el Festival de Eurovisión.

### Festival de la Canción de Eurovisión 2016
Esta canción fue la representación alemana en el Festival de la Canción de Eurovisión 2016.
No participó en ninguna semifinal, ya que es un país miembro del «Big 5» (dicho grupo de países pasa directamente a la final, sin tener que participar en las dos semifinales).
Así, la canción fue interpretada en décimo lugar durante la final celebrada el sábado 14 de mayo de ese año, precedida por Suecia con Frans interpretando «If I were sorry» y seguida por Francia con Amir Haddad interpretando «J'ai cherché». Finalmente, la canción quedó en 26º puesto (último) con 11 puntos.

## Formatos
| Descarga digital |                                 |          |  |
| N.º              | Título                          | Duración |  |
| 1.               | «Ghost» (De La Voz de Alemania) | 3:52     |  |

| Descarga digital (EP) |                            |          |  |
| N.º                   | Título                     | Duración |  |
| 1.                    | «Ghost»                    | 3:52     |  |
| 2.                    | «Ghost» (Versión acústica) | 3:40     |  |
| 3.                    | «Ghost» (Remix Elènne)     | 3:52     |  |

## Posicionamiento en listas

### Semanales
| País     | Lista                    | Mejor posición |      |
| 2015     | 2015                     | 2015           | 2015 |
| -------- | ------------------------ | -------------- | ---- |
| Austria  | Ö3 Austria Top 40        | 65             |      |
| Alemania | GfK Entertainment Charts | 11             |      |
| Suecia   | Sverigetopplistan        | 10             |      |
| Suiza    | Schweizer Hitparade      | 26             |      |

## Historial de lanzamiento
| Región | Fecha                   | Formato          | Discográfica   | Ref.  |
| ------ | ----------------------- | ---------------- | -------------- | ----- |
| Europa | 12 de diciembre de 2015 | Descarga digital | Polydor/Island | [ 3 ] |